# Smaragdinella calyculata
Smaragdinella calyculata is een slakkensoort uit de familie van de Haminoeidae. De wetenschappelijke naam van de soort is voor het eerst geldig gepubliceerd in 1829 door Broderip & G. B. Sowerby I.